# Diodonopsis
Diodonopsis es un género de orquídeas originarias de Centroamérica. Comprende 19 especies descritas y de estas, solo 5 aceptadas.

## Taxonomía
El género fue descrito por Pridgeon & M.W.Chase y publicado en Lindleyana 16(4): 252–253. 2001.

## Especies aceptadas
A continuación se brinda un listado de las especies del género Diodonopsis aceptadas hasta febrero de 2015, ordenadas alfabéticamente. Para cada una se indica el nombre binomial seguido del autor, abreviado según las convenciones y usos.	 
1. Diodonopsis anachaeta  (Rchb.f.) Pridgeon & M.W.Chase (2001)
2. Diodonopsis erinacea  (Rchb.f.) Pridgeon & M.W.Chase (2001)
3. Diodonopsis hoeijeri  (Luer & Hirtz) Pridgeon & M.W.Chase (2001)
4. Diodonopsis pterygiophora  (Luer & R.Escobar) Pridgeon & M.W.Chase (2001)
5. Diodonopsis pygmaea  (Kraenzl.) Pridgeon & M.W.Chase (2001) - especie tipo